# Ölmühle (Lichtenwald)
Die Ölmühle ist ein zum Ortsteil Hegenlohe der Gemeinde Lichtenwald im Landkreis Esslingen in Baden-Württemberg gehörender Wohnplatz.

## Geographie
Die Ölmühle liegt im Reichenbachtal am Bannmühlentalweg zwischen Baltmannsweiler auf der rechten und Hegenlohe auf der linken Talhöhe und südlich der alten Steinbrücke im Landschaftsschutzgebiet Mittlerer Schurwald.

## Geschichte
Die Ölmühle ist die jüngere der beiden Mühlen (Bannmühle und Ölmühle) im Tal des Reichenbachs. Sie wurde 1772 erbaut. Allerdings wird in den Visitationsprotokollen von 1534 die Bannmühle als hintere Mühle beschrieben. Man kann deshalb davon ausgehen, dass es im 16. Jahrhundert auch eine vordere Mühle gab. An welcher Stelle diese allerdings stand, ist nicht bekannt. Früher wurde die Ölmühle als Wassermühle betrieben und diente zwischen 1854 und 1867 als Knochenmühle, dann wieder als Ölmühle. Noch heute kann man den Mühlkanal andeutungsweise sehen. Auch die Wasserschleuse am Reichenbach, die das Wasser zum Antrieb der Mühle ableitete, ist noch zu sehen. In den 60er Jahren wurde auf Elektroantrieb umgestellt, so dass gemahlen werden konnte, ohne von Wasserständen abhängig zu sein. So wurde sie bis Ende der 1970er Jahre betrieben. 

## Verkehr
Von der Landesstraße L 1151 zwischen Reichenbach und Lichtenwald biegt am Fuß des Schurwaldabhangs der Bannmühletalweg in das Reichenbachtal ab. Nach 300 Metern trifft man auf die Ölmühle.